# Štokavsko narječje
Štokavsko narječje (štokavština, štokavica), jedno od triju narječja hrvatskoga jezika, uz čakavsko i kajkavsko. Štokavsko je narječje također osnova na kojoj su razvijeni suvremeni standardni jezici Hrvata, Srba, Bošnjaka i Crnogoraca.
Naziv potječe od odnosno-upitne zamjenice što, srodne bjeloruskim zamjenicama што (što), чо (čo), шо (šo); ruskim zamjenicama что (što), чё (čo), чо (čo), шо (šo), rusinskoj zamjenici што (što), ukrajinskim zamjenicama  що (ščo), шо (šo), што (što), чо (čo), bugarskoj zamjenici що (što), makedonskoj zamjenici што (što), gornjolužičkosrpskoj zamjenici što, crkvenoslavenskoj zamjenici čĭto, poljskoj zamjenici co, čakavskoj zamjenici ča.
Podrijetlom iz praindoeuropskog *kʷid, naknadno praslavenske zamjenice *čь i *-to, u konačnici *čьto. Srodne etimologije su latinski quid i litavski kìtas.

## Rasprostranjenost
Štokavskim narječjem govori se u Hrvatskoj u Slavoniji i Baranji, na većem dijelu Banije, Kordunu, Lici i dalmatinskom kopnu; na cijelom prostoru Bosne i Hercegovine, Crne Gore, u Srbiji. Ovisno o autoru, torlački govori na jugoistočnom prostoru Srbije smatraju se zasebnim torlačkim narječjem (Josip Lisac, Iva Lukežić) ili dijelom štokavskog narječja (Aleksandar Belić, Pavle Ivić, Miloš Okuka).
- Na sjeverozapadu štokavsko narječje graniči s mađarskim jezikom i kajkavskim narječjem. Granica je na Dravi kod Virovitice, prema okolici Bjelovara i južno do Jasenovca.[5]
- Zapadno granica ide prema Petrinji, okolici Karlovca i okolici Ogulina do Gorskog kotara gdje su štokavski govori Liča, Sungera, Mrkoplja, Moravica i Gomirja.[5] Zapadno zaleđe Samobora i Ozlja, odnosno žumberačka oaza prostor je štokavskih govora.[9][5] Štokavske oaze postoje u kajkavskom području između Križevaca i Koprivnice i u blizini Čazme. Najzapadnija oaza štokavskih govora je u okolici Peroja u Istri.[5]
- Južno na obali štokavski se govori jugoistočno nakon Novog Vinodolskog, uz izuzetak čakavskog Senja.[5] Govori okolice Zadra, u Novigradu, Privlaci, Bibinju i Sukošanu su još djelomično čakavski. Na obali do Omiša je čakavski prostor sa štokavskim govorima Nina, Zatona, Svetog Petra na moru, Pirovca, Šibenika s okolicom i Segeta.[5] Štokavski je zapadni Pelješac, Mljet i otoci u blizini Dubrovnika, dio govora na Korčuli, Hvaru, Braču i Šolti.[5]
- Jugoistočna granica ide od Dečana, do ušća Laba u Sitnicu, do planine Pasjače, zapadno od Prokuplja do Stalaća, do granice s Bugarskom istočno od Zaječara.[5] Van ovog prostora granica štokavskog narječja se uglavnom poklapa s državnim granicama Hrvatske, Srbije i Crne Gore.[5]

Izvan granica štokavskog jezičnog područja, štokavskim se narječjem služe govornici u Italiji (Molise, moliškohrvatski govori), u Austriji (vlahijska oaza u Gradišću, sela Štoji, Bandol, Vlahi), Mađarskoj (u mađarskoj Podravini, Baranjskoj županiji, u okolici Pečuha, u selima uz mađarsko-srpsku granicu te u nekolicini sela oko Kaloče i Budimpešte), Rumunjskoj (Rekaš, govori rekaških Hrvata), u Sloveniji (Bojanci, Marindol u Beloj Krajini), u Makedoniji, u SAD-u (Watsonville (Little Konavle), konavoski govori; New Orleans, govori iseljenika s područja nekadašnje Dubrovačke Republike).

### Povijesna rasprostranjenost
Prije velikih seoba u 16. i 17. st. štokavsko narječje graničilo je s kajkavskim i čakavskim narječjem na zapadu, mađarskim jezikom na sjeveru, torlačkim narječjem, rumunjskim, bugarskim, makedonskim i albanskim jezikom na istoku i jugoistoku.

#### Granica s kajkavskim narječjem
Od 11. st.  do velikih seoba pretpostavlja se istočna granica kajkavskog narječja sa štokavskim na jugu Slavonije, u Posavini i središnjoj Slavoniji do Požeškog gorja. U slavonskoj Podravini kajkavština je istočno sezala do Podravske Slatine. Pretpostavljeni prijelazni kajkavsko-zapadnoštokavski govori istočnije od ovih područja mogli su sezati najdalje do Donjeg Miholjca.

#### Granica s čakavskim narječjem
Granica s čakavskim narječjem pretpostavlja se istočno od Une, južno prema Dinari, uz izbijanje na more istočno od Cetine. Zapadni Pelješac, Korčula i Lastovo su čakavski, a istočni Pelješac, Mljet i otoci kod Dubrovnika štokavski.

#### Istočna i jugoistočna granica
Istočna i jugoistočna granica proteže se od Albanije, preko Kosova i današnjeg Stalaća do današnjeg Donjeg Milanovca na Dunavu.

#### Unutrašnje granice zapadne i istočne štokavštine
Granica između zapadne štokavštine i istočne štokavštine najvjerojatnije je išla Dunavom, do područja nešto zapadno od Drine i dalje nedaleko od današnje Foče. Odatle je granica išla prema Neretvi, ali tako da je Neretva s okolicom bila u zapadnoj štokavštini; zatim je odijelila zapadnoštokavsko Dubrovačko primorje od zaleđa i izlazi na more u Boki kotorskoj.
Neke od jezičnih značajki kojima se dijele zapadno i istočno štokavsko narječje su: šćakavizam, štakavizam, akcentuacija (neoakut).

#### Migracije govornika štokavskog narječja
Ove su povijesne granice izmjenjene raseljavanjem stanovništva za turskog prodiranja polovicom 16. st. Govornici štokavskog narječja povlače se pred Turcima prema sjeverozapadu pri čemu dolazi do novih jezičnih inovacija u kontaktu govornika različitih dijalekata.
Pri ovim migracijama štokavskih govornika nastaju:
- jugozapadni istarski dijalekt čakavskog narječja, čakaviziran štokavski dijalekt iseljenika s makarskog primorja, sa štakavskim supstratom[6]
- istočnohercegovačko-krajiški dijalekt, prostorno najrašireniji štokavski dijalekt kojim se govori u Hrvatskoj, Bosni i Hercegovini, Srbiji i Crnoj Gori[6][5]
- govor Peroja u Istri, štokavski govor zetsko-južnosandžačkog dijalekta[5]

## Razvoj

### Rano razdoblje do 11. st.
U doba doseljenja Slavena na područje današnje Hrvatske i Bosne (6-7. st.), ondje se govorio još razmjerno jedinstven praslavenski jezik.
Pretpostavlja se kako su se protojedinice budućih narječja već u razdoblju 7. i 8. st. razlikovala po razvoju praslavenskih jotiranih dentala, *t' i *d' i po razvoju suglasničkih skupina *št' i *žd'.
| praslavenski | čakavska protojedinica      | kajkavska protojedinica | zapadnoštokavska protojedinica | istočnoštokavska protojedinica |
| ------------ | --------------------------- | ----------------------- | ------------------------------ | ------------------------------ |
| *t'          | t' (not', pet')             | č (noč, peč)            | ć (noć, peć)                   | ć (noć, peć)                   |
| *d'          | /                           | j (meja, tuji), dž, đ   | đ (međa, tuđi), j              | đ (međa, tuđi)                 |
| *št'         | št' (ognjišt'e, išt'ete), ś | šč (ognjišče, iščete)   | šć (ognjišće, išćete)          | št (ognjište, ištete)          |
| *žd'         | /                           | žj (dežja), ždž, žj, ź  | žđ (možđani)                   | žd (moždani)                   |

Govori južnih Slavena idućih se stoljeća razvijaju u zapadnojužnoslavenske (pretci slovenskog, hrvatskog, srpskog, bošnjačkog i crgonorskog jezika) i istočnojužnoslavenske govore (pretci bugarskog i makedonskog jezika).
Pretpostavlja se kako je slovenski jezik razvio jezične inovacije u 9.st. i 10.st. kojima se odvojio od ostalih zapadnojužnoslavenskih govora, nakon čega je slijedilo raslojavanje ostalih govora u kajkavsko narječje, čakavsko narječje, zapadnoštokavsko narječje i istočnoštokavsko narječje.
Prema mišljenju Ivića i Lukežić, štakavski refleks suglasničkih skupina *št’ > št i *žd’ > žd nastao je na prostoru istočnih južnoslavenskih jezika (bugarski i makedonski), a s vremenom se širio prema zapadu na istočnu štokavštinu i s vremenom zapadnu štokavštinu.

### 12. - 15. st.
U razdoblju do 15. st. štokavsko narječje razvija fonem ǯ (dž).
- Primjer: *srčba > srǯba (srdžba)

Zajednička inovacija kajkavskog, čakavskog i štokavskog narječja u ovom razdoblju je neoakut pri povlačenju naglaska s naglašenih slabih poluglasa. U prošlosti se ova inovacija smatrala ograničenom na zapadnoštokavske govore, ali novija dijalektološka istraživanja potvrđuju inovaciju i na istočnoštokavskom području.
U ovom razdoblju se s područja Huma kreću širiti dvije jezične inovacije, povlačenje naglasaka pri čemu nastaju dva nova naglaska (dugouzlazni i kratkouzlazni) i sinkretizam, odnosno ujednačavanje oblika dativa, lokativa i instrumentala množine. Širenjem ovih inovacija štokavsko će se narječje u narednom razdoblju rascjepiti na novoštokavske i nenovoštokavske govore.
Ovo razdoblje prethodi velikim migracijama pred Turcima, a prema Ivi Lukežić na kraju 15. st. možemo govoriti o narednim povijesnim dijalektima na zapadnoštokavskom području:
- slavonski dijalekt, šćakavski, s govorima različitog ostvaraja jata i onima u kojima je jat još nezamijenjen
- sjeverozapadnobosanski, šćakavski, ikavski
- livanjsko-vrbaski, šćakavski, ikavski
- makarskoprimorski, šćakavski, ikavski
- zapadnohumski, štakavski, ikavski
- biokovsko-cetinski, štakavski, ikavski
- istočnobosanski, šćakavski, ijekavski
- poneretvanski/istočnopelješki, štakavski ijekavsko-ikavski
- dubrovačko-mljetski, štakavski, (i)jekavski

## Podjela štokavskog narječja
| Aleksandar Belić (1909.) | Pavle Ivić (1988.) | Josip Lisac (2003.) | Miloš Okuka (2008.) | Iva Lukežić (2012.) |
| --- | --- | --- | --- | --- |
| Kriterij podjele: refleksi jata - istočni, staroštokavštinaa - timočki - južnomoravski - zapadni, novoštokavština - istočni (ekavski) - kosovsko-resavski - šumadijski govori - južni (jekavski) - zetski - hercegovački govori - zapadni (ikavski) govori - čakavštinab - istočni (ikavski) - zapadni (ekavski) - južni (jekavski) - lastovski dijalekt Napomene: a) Aleksandar Belić smatra govore torlačkog narječja štokavskim govorima. b) Pitanje pripadnosti čakavskih dijalekata i status čakavskog narječja nije bilo riješeno do 1977. godine. | Kriteriji podjele: akcentuacija i refleksi jata - istočnohercegovački - zetsko-južnosandžački - istočnobosanski - šumadijsko-vojvođanski - smederevsko-vršački - kosovsko-resavski - prizrensko-južnomoravski - svrljiško-zaplanjski - timočko-lužnički - mlađi ikavski - slavonski Napomena: Pavle Ivić smatra govore torlačkog narječja štokavskim govorima. | Kriteriji podjele: akcentuacija, šćakavizam i refleksi jata - slavonski - zapadni - istočnobosanski - istočnohercegovačko-krajiški - zetsko-južnosandžački - šumadijsko-vojvođanski - kosovsko-resavski - vlahijska oaza | Kriteriji podjele: akcentuacija, šćakavizam, refleksi jata i etnicitet - Novoštokavski dijalekti - istočnohercegovačko-krajiški - šumadijsko-vojvođanski - Staroštokavski dijalekti - zetsko-raški - kosovsko-resavski - Srednjoštokavski dijalekti - prizrensko-južnomoravski - svrljiško-zaplanjski - timočko-lužnički - Hrvatski štokavski dijalekti - zapadnohercegovačko-primorski - slavonski - srednjobosanski Napomena: Miloš Okuka smatra govore torlačkog narječja štokavskim govorima. Ova podjela koristi etnicitet kao vanjezični kriterij podjele. | Kriteriji podjele: šćakavizam i refleksi jata - Predmigracijski dijalekti nastali prije 15. st. - slavonski - istočnobosanski - ikavski - južni jekavski - Dijalekti nastali tijekom i nakon migracija od 15. st. - (i)jekavski krajiški - (i)jekavski perojski - dubrovački Napomena: Iva Lukežić u svojoj podjeli štokavskih dijalekata ne uključuje istočnoštokavske dijalekte. |

Prema dostupnim podjelama štokavskog narječja, najčešće korišteni kriteriji za podjelu štokavskog narječja na dijalekte su refleksi jata, akcentuacija i šćakavizam/štakavizam. Određeni autori koriste nejezične kriterije kao što su etnicitet kao jedan od kriterija podjele štokavskog narječja na dijalekte ili isključivanja pojedinih dijalekata iz svojih podjela. Pitanje pripadnosti čakavskih dijalekata i status čakavskog narječja nije bilo riješeno do 1977. godine. Do tad se čakavsko narječje smatralo dijelom štokavskoga narječja.
Proučavanje štokavskih govora započelo je u osamdesetim godinama 19. stoljeća. Dosada je objavljen niz rasprava i studija o raznim aspektima štokavštine i o pojedinim štokavskim govorima koje su napisali: 
- Pero Budmani, Milan Rešetar (Der štokavische Dialekt, Beč, 1907.)
- Aleksandar Belić (Zum heutigen Stande der serbokroatischen Dialektologie (Mit einer Karte), 1909.)
- Stjepan Ivšić (Današnji posavski govor, 1913.)
- Josip Hamm (Štokavština donje Podravine, 1949.)
- Dalibor Brozović (Govor u dolini rijeke Fojnice, 1957.)
- Mate Šimundić (Govor Imotske krajine i Bekije, 1971.)
- Božidar Finka i Antun Šojat (Hrvatski ekavski govori jugozapadno od Vinkovaca, 1975.)
- Pavle Ivić, Dalibor Brozović (Jezik, srpskohrvatski/hrvatskosrpski, hrvatski ili srpski, 1988.)
- Josip Lisac (Hrvatska dijalektologija 1. Hrvatski dijalekti i govori štokavskog narječja, 2003.)
- Miloš Okuka (Srpski dijalekti, 2008.)
- Iva Lukežić (Zajednička povijest hrvatskih narječja 1. Fonologija, 2012.).

### Ostale podjele štokavskog narječja
Ovisno o kriterijima podjele, štokavsko narječje je moguće podijeliti u šire skupine govora, odnosno dijalekata.

#### Akcentuacija
Koristeći akcentuaciju kao kriterij podjele, štokavsko narječje može se podijeliti na novoštokavske i staroštokavske dijalekte. Novoštokavski dijalekti image četiri novoštokavska naglaska i dosljedno provedeno povlačenje naglaska prema početku riječi u primjerima poput lopȁta > lòpata. Govori bez novoštokavske retrakcije naglasaka nazivaju se staroštokavskima. Unutar staroštokavskih govora postoje naglasni sustavi različitih stupnjeva starosti te se zbog toga staroštokavski govori nekad nazivaju i nenovoštokavskima.
| novoštokavski dijalekti | staroštokavski (nenovoštokavski) dijalekti |
| ----------------------- | ------------------------------------------ |
| istočnohercegovački     | slavonski                                  |
| zapadni ikavski         | istočnobosanski                            |
| šumadijsko-vojvođanski  | smederevsko-vršački                        |
|                         | kosovsko-resavski                          |
|                         | zetsko-južnosandžački                      |

#### Refleksi jata
Koristeći reflekse jata kao kriterij podjele, štokavsko narječje može se podijeliti na (i)jekavske, ekavske i ikavske dijalekte. Slavonski dijalekt se izdvaja iz ove podjele jer su unutar njega mogući različiti refleksi jata (ikavski, ikavsko-jekavski i ekavski) i govori s neizmijenjenim jatom.
| ijekavski dijalekti   | ekavski dijalekti      | ikavski dijalekti | različiti refleksi jata |
| --------------------- | ---------------------- | ----------------- | ----------------------- |
| istočnohercegovački   | šumadijsko-vojvođanski | zapadni dijalekt  | slavonski               |
| istočnobosanski       | kosovsko-resavski      |                   |                         |
| zetsko-južnosandžački |                        |                   |                         |

Govori Hrvata štokavaca koriste sva tri refleksa jata.
- ikavci: u unutrašnjosti sjeverne i srednje Dalmacije, na potezu zapadno od rijeka Fojnice, Bosne i Neretve u Bosni i Hercegovini, u jugozapadnom dijelu Like i Podvelebitskog primorja, u južnoj Slavoniji.[nedostaje izvor]
- jekavci: u jugoistočnoj Hercegovini (Popovo polje, Ravno, Stolac, Neum), na istočnoj polovici poluotoka Pelješca, na otoku Mljet, u dubrovačkom primorju i Dubrovnik u, Konavlima, Hrvati u Boki kotorskoj, te na širokom području od srednje Bosne do Posavine (istočnobosanski dijalekt), sa središtima u kojima žive Hrvati kao što su Fojnica, Kiseljak, Kreševo, Vareš, Kakanj, Žepče, Brčko, Usora, okolica Tuzle te oazama u Hrvatskoj Kostajnici, Virovitici i Pečuhu.[nedostaje izvor] Zatim na Žumberku, na Kordunu potez od Plitvica, Rakovice, Slunja, Vojnića do Topuskog. U istočnoj Lici od Korenice, Udbine i Donjeg Lapca do Gračaca. U sjevernoj Dalmaciji oko Knina, Skradina i Kistanja do Benkova[nedostaje izvor] gdje u novije vrijeme ikavica pitiskuje jekavicu.[nedostaje izvor] Na Banovini od Gline, Petrinje, Sunje do Dvora u hrvatskom Pounju.[nedostaje izvor] U Bjelovarsko-bilogorskom kraju, te zapadnoj Slavoniji na potezu od Jasenovca, preko Lipika, Pakraca, Daruvara, Grubišnog Polja do Voćina i Slatine.[nedostaje izvor] U istočnoj Slavoniji na potezu od Baranje preko Osijeka i Čepina do Vinkovaca.[nedostaje izvor]
- ekavci: ekavski govor slavonskog dijalekta rasprostire se slavonskoj Podravini oko Našica, Valpova i Orahovice[nedostaje izvor] te ekavska oaza oko Iloka, u zapadnom Srijemu, te dijelom i u hrvatskim govorima po istočnom Srijemu.[nedostaje izvor]

#### Šćakavizam i štakavizam
Koristeći šćakavizam i štakavizam kao kriterije podjele, štokavsko narječje može se podijeliti na šćakavske i štakavske govore. Zapadni dijalekt se izdvaja iz ove podjele jer je jednim dijelom šćakavski i štakavski. Kriterij šćakavizma i štakavizma koristi se i pri podjeli štokavskih govora na zapadnoštokavske govore i istočnoštokavske govore.
| šćakavski dijalekti | štakavski dijalekti          |
| ------------------- | ---------------------------- |
| slavonski           | istočnohercegovačko-krajiški |
| istočnobosanski     | šumadijsko-vojvođanski       |
|                     | kosovsko-resavski            |
|                     | zetsko-južnosandžački        |

## Osobine
Zajednička osobina svih štokavskih govora je korištenje zamjeničke riječi što ili šta , uz ostale osobine koje se mogu pronaći u većem ili manjem broju štokavskih govora.

### Fonologija

#### Naglasni sustav
Naglasni sustav iz kojeg je potekao štokavski naglasni sustav je sustav s tri stara naglaska (̏, ̑, ͂) i sa starim mjestom naglaska, bez fonetskih retrakcija. Primjeri: nogȁ, trāvȁ, junãk,  a ne nòga, tráva, jùnāk, s prednaglasnim duljinama primjer vīlȁ, sa zanaglasnim duljinama primjer gȍlūb. Ovaj naglasni sustav ne nalazimo u suvremenim štokavskim govorima, ali možemo ga pronaći u mnogim čakavskim govorima i nekim kajkavskim govorima.
U suvremenim štokavskim govorima možemo pronaći sljedeće naglasne sustave:
- stariji tronaglasni sustav (̏, ̑, ͂) ‒ u nekim govorima na sjeveru slavonskoga staroštokavskoga dijalekta u Podravini[15]
- četveronaglasni sustav ne-novoštokavskog tipa (̏, ̑, ͂, ´) ‒ u nekim govorima slavonskoga staroštokavskoga dijalekta u Posavini i u Podravini[15]
- peteronaglasni sustav (̏, ̑, ͂, ` , ´) ‒ u velikom broju govora slavonskog dijalekta u Posavini i u staroštokavskom istočnobosanskom dijalektu[15]
- šesteronaglasni sustav (̏, ̓ , ̑, ͂, ` , ´) ‒ u kladanjskom kraju istočnobosanskog dijalekta[15]
- dvonaglasni sustav (̏, ̑) ‒ u nekim staroštoavskim govorima u Crnoj Gori[15]
- mlađi tronaglasni sustav (̏, ̑, ´) ‒ u nekim govorima u Crnoj Gori i većem dijelu istočne i južne Srbije i Kosova[15]
- četveronaglasni sustav novoštokavskog tipa (̏, ̑, ` , ´) ‒ Dalmatinska zagora, Lika, Kordun, Banija, središnja Slavonija, južna Baranja i Vojvodina, cijela BiH osim istočnobosanskog dijalekta u srednjoistočnoj Bosni i dijela bosanske Posavine, sjeverna Crna Gora i dio zapadne središnje Srbije, jugoistok Crne Gore[15]

Prema tipu naglasnog sustava štokavske dijalekte dijelimo na novoštokavske i staroštokavske, odnosno nenovoštokavske
Neke od osnovnih osobina štokavske akcentuacije su:
- naglasak "pomaknut" s posljednjega sloga[5]
- razlikovanje dvaju dugih i dvaju kratkih naglasaka u većem dijelu govora[5]
- sačuvane nenaglašene duljine u dijelu govora[5]

#### Samoglasnici
| Osnovni štokavski samoglasnički trokut | Osnovni štokavski samoglasnički trokut | Osnovni štokavski samoglasnički trokut | Osnovni štokavski samoglasnički trokut | Osnovni štokavski samoglasnički trokut |
| -------------------------------------- | -------------------------------------- | -------------------------------------- | -------------------------------------- | -------------------------------------- |
| i                                      |                                        |                                        |                                        | u                                      |
|                                        | e                                      |                                        | o                                      |                                        |
|                                        |                                        | a                                      |                                        |                                        |

Osnovni štokavski samoglasnički trokut sastoji se od 5 samoglasnika. Možemo pronaći štokavske govore sa 6 (Govori rekaških Hrvata). Svaki samoglasnik može stajati na svakom mjestu u riječi, nositi svaki naglasak i stajati uz svaki suglasnik.
Neke od osnovnih osobina štokavskog vokalizma su:
- prijelaz ǫ i slogotvornog l u u[5], izuzev središnje Bosne gdje se javlja i diftong uo[5], primjeri put, ruka; vuk, sunce.
- v + slabi poluglas na početku riječi daju u, npr. praslavenski *vъnukъ -> štokavski unuk[5]
- zamjena poluglasa s a (pas, magla), izuzev zetsko-južnosandžačkog dijalekta[5]
- zamjena l s o (u nekim dijalektima a) na kraju sloga (pisal > pisao, govoril > govorio, govorija), izuzev jugozapada slavonskog dijalekta[5]

#### Suglasnici
Glavnina dijalekata štokavskog ima sljedeći sustav suglasnika
| Mjesto tvorbe ►   | labijalni   | labijalni  | koronalni  | koronalni | dorsalni  | dorsalni |
| ▼ Način tvorbe    | bilabijalni | labiodent. | alveolarni | postalv.  | palatalni | velarni  |
| nazali            | m           |            | n          | n         | nj        |          |
| plozivi           | p b         |            | t d        | t d       |           | k g      |
| frikativi         |             | (f)        | s z        | š ž       |           | (h)      |
| afrikate          |             |            | c          | č dž      | ć đ       |          |
| aproksimanti      |             | v          |            |           | j         |          |
| vibranti          |             |            | r          | r         |           |          |
| lateralni aproks. |             |            | l          | l         | lj        |          |

Neke od osnovnih osobina štokavskog suglasničkog sustava su:
- premetanje praslavenskog *vьse u sve[5]
- prijelaz čr- u cr izuzev slavonskog dijalekta, govora moliških Hrvata i vlahijske oaze[5]
- promjena cr- u tr- u riječi trešnja (črešnja->crešnja->trešnja) uz iznimke u Slavoniji, Mađarskoj i Rumunjskoj[5]
- promjena praslavenskog d’ u đ uz mnoge iznimke[5]
- ć i đ od jt i jd (poći, pođem), uz odstupanja u slavonskom i istočnobosanskom dijalektu[5]
- novo jotovanje dentalnih i labijalnih suglasnika uz odstupanja u Slavoniji i Bosni
- Gubljenje suglasnika h, primjeri oću, ajde, uz znatna odstupanja[5]

### Morfologija
Neke od osnovnih osobina štokavskog morfološkog sustava su:
- nastavak -a u genitivu množine imenica muškog i ženskog roda, uz odstupanja[5]
- nastavak -u u lokativu jednine imenica muškog i ženskog roda, u gradu, u selu[5]
- umetak -ov-/-ev- u množini većeg dijela imenica muškoga roda (krajevi/putovi), uz mnoga odstupanja, primjerice između Neretve i Dubrovnika[5]
- sinkretizam dativa, lokativa i instrumentala u množini (na primjer dativ množina selima, lokativ (o) selima, instrumental selima), uz odstupanja[5]
- čuvanje nastavka -og(a) u genitivu i akuzativu jednine muškoga roda i srednjeg roda zamjeničko-pridjevske deklinacije, primjer drugoga, uz odstupanja na livanjskom i dubrovačkom području[5]
- oblik s nastavkom -a za srednji rod množine zamjeničko-pridjevske deklinacije, primjer ova sela umjesto *ove sela[5]
- čuvanje aorista, izuzev Dubrovnika[5]
- posebne konstrukcije uz brojeve 2 do 4[5]

### Leksikologija
|  | Ovom je odjeljku potrebna dopuna. Možete pomoći dodavanjem sadržaja. |

Jedna od osnovnih osobina štokavske leksikologije je povećan broj turcizama. Zapadni štokavski govori dijele dio leksika s čakavskim, kajkavskim i slovenskim govorima.

## Najstariji zapisi

### Staroslavenski tekstovi štokavske redakcije
Najstarije zapise štokavštine možemo pronaći u staroslavenskim zapisima štokavske redakcije. U takvim tekstovima, riječ je tek o pojedinim štokavkim elementima koji ukazuju da su ti staroslavenski tekstovi nastali na štokavskom području. Primjerice, zamjena prijedloga u i vъ u Grškovićevom odlomku apostola.
Velik volumen ovih zapisa potječe iz Dubrovnika, čiji arhiv čuva pravne tekstove podrijetlom iz Huma, grada Dubrovnika, Raške i Bosne. Najstariji tekstovi sa štokavskim elementima potječu iz područja današnjeg Dubrovnika i južne Dalmacije, Bosne i Hercegovine (Bosna, Hum, Završje, Donji Kraji), južne i zapadne Srbije, Kosova i Crne Gore.[nedostaje izvor] Slavonija je jedno od štokavskih područja iz kojih nema tekstova iz razdoblja prije turske invazije.[nedostaje izvor] Staroslavenski tekstovi štokavske redakcije u pravilu nisu nacionalno obilježeni te se klasificiraju kao zajednična hrvatska, srpska, crnogorska i bošnjačka jezično-kulturna baština.[nedostaje izvor]
| Staroslavenski zapisi štokavske redakcije | Staroslavenski zapisi štokavske redakcije                | Staroslavenski zapisi štokavske redakcije           | Staroslavenski zapisi štokavske redakcije | Staroslavenski zapisi štokavske redakcije |
| Ime zapisa                                | Lokacija zapisa                                          | Datiranje                                           | Pismo zapisa                              | Štokavske osobine                         |
| ----------------------------------------- | -------------------------------------------------------- | --------------------------------------------------- | ----------------------------------------- | ----------------------------------------- |
| prvi list Kijevskih listića               | Češka (Kijevski listići), jugoistok Hrvatske (prvi list) | 10. st. (Kijevski listići), 11.-12. st. (prvi list) | glagoljica                                |                                           |
| Natpis iz Župe dubrovačke                 | Župa dubrovačka, Hrvatska                                | 11. st.                                             | glagoljica                                | Štokavska zamjena f u p, Sopie, Stepan    |
| Temnićki natpis                           | Gornji Katun, Varvarin, Srbija                           | 11. st.                                             | ćirilica                                  | čuvanje nastavka -og(a) u akuzativu       |
| Blagajska ploča                           | Blagaj, Bosna i Hercegovina                              | 12. st.                                             | bosančica                                 |                                           |
| Grškovićev odlomak apostola               | isočna Bosna, Zahumlje ili Zeta                          | 12. st.                                             | glagoljica                                | zamjena prijedloga u i vъ                 |
| Mihanovićev odlomak Apostola              | Bosna ili Zeta                                           | 12. st.                                             | glagoljica                                |                                           |
| Povelja Kulina bana                       | Bosna                                                    | 29. kolovoza 1189. godine                           | bosančica                                 |                                           |
| Pečat humskoga kneza Miroslava            | Humac, Bosna i Hercegovina                               | kasno 12. st.                                       | bosančica                                 |                                           |
| Miroslavljevo evanđelje                   | Raška                                                    | kasno 12. st.                                       | ćirilica                                  |                                           |
| Pravni tekstovi dubrovačkog arhiva        | Hum, grad Dubrovnik, Raška i Bosna                       | 1214.-1396. godine                                  | ćirilica                                  | tvorba prezenta                           |

### Najraniji štokavski tekstovi
|  | Ovom je odjeljku potrebna dopuna. Možete pomoći dodavanjem sadržaja. |

Nakon razdoblja staroslavenskih tekstova u kojima možemo pronaći štokavske elemente, slijedi razdoblje štokavskih tekstova koji koriste elemente staroslavenske tradicije. Najstarijim štokavskim tekstom smatra se Vatikanski hrvatski molitvenik, dok je najstariji hrvatski tiskani tekst na hrvatskoj ćirilici Oficij s molitvama Bogorodici iz 1512. godine, pisan štokavsko-jekavski s osobinama dubrovačkoga govora.
| Najstariji štokavski zapisi    | Najstariji štokavski zapisi                                                       | Najstariji štokavski zapisi | Najstariji štokavski zapisi          |
| Ime zapisa                     | Lokacija zapisa                                                                   | Datiranje                   | Pismo zapisa                         |
| ------------------------------ | --------------------------------------------------------------------------------- | --------------------------- | ------------------------------------ |
| Vatikanski hrvatski molitvenik | Dubrovnik                                                                         | 1400. godina (procjena)     | Latinica                             |
| Oficij s molitvama Bogorodici  | Venecija, tiskara Giorgio Rusconi; izdavač Dubrovčanin Frančesko Ratkov Micalović | 1512. godine, kolovoz       | Hrvatska ćirilica tj. bosančica      |
| Libro od mnozijeh razloga      | Dubrovnik                                                                         | 1520. godina                | rukopisna ćirilica dubrovačkoga tipa |

## Štokavski u hrvatskom standardnom jeziku
Prva književna djela pisana zapadnoštokavskom stilizacijom nastala su u Dubrovniku (Šiško Menčetić, Džore Držić, Marin Držić, Dominko Zlatarić). Njima se pridružuju drugi pisci s područja Dalmacije, te Bosne i Hercegovine (književna djelatnost franjevaca od Matije Divkovića nadalje), a u početku 18. stoljeća i pisci iz Slavonije.[nedostaje izvor] Tradiciju pisanja na štokavskom nastavljaju Ivan Gundulić, Ivan Bunić Vučić i Junije Palmotić u Dubrovniku, Andrija Kačić Miošić u Dalmaciji i Matija Antun Relković u Slavoniji. 
Gramatički opis hrvatske štokavštine s elementima čakavštine započeo je prvom hrvatskom gramatikom "otac hrvatskoga jezikoslovlja" katolićki svećenik i Isusovac Bartol Kašić (Institutionum linguae illyricae libri duo, Rim, 1604.), a nastavljen je do 1836. gramatičarskim (slovničarskim) radom niza hrvatskih autora iz svih hrvatskih štokavskih krajeva:
- iz Slavonije (Blaž Tadijanović, Matija Antun Relković, Marijan Lanosović)
- iz Dalmacije (Josip Jurin, Ardelio della Bella, Franjo Marija Appendini)
- iz Bosne i Hercegovine (Lovro Šitović Ljubušak).

Hrvatski štokavski leksik uz kajkavski i čakavski donose praktički svi dopreporodni hrvatski rječnici, (Kašić, Mikalja, Belostenec, Stulli). 
Hrvatska dijalektna književnost na hrvatskim govorima štokavskog narječja, kao i u druga dva hrvatska narječja afirmira se u djelima Matije Divkovića i inih hrvatskih pisaca, koja je u jasnoj oprjeci prema hrvatskom standardnom jeziku.

## Vanjske poveznice
- Kolo  Arhivirana inačica izvorne stranice od 24. svibnja 2013. (Wayback Machine) Prilog poznavanju štokavskoga narječja i njegovih dijalekata
- Kolo  Arhivirana inačica izvorne stranice od 17. veljače 2008. (Wayback Machine) Josip Lisac: Štokavsko narječje: prostiranje i osnovne značajke
- Croatia.ch  Arhivirana inačica izvorne stranice od 22. rujna 2008. (Wayback Machine) Sanja Vulić: Odnos dijalekta i standardnoga jezika s posebnim osvrtom na Hrvate u Bačkoj
- Kolo  Arhivirana inačica izvorne stranice od 23. kolovoza 2007. (Wayback Machine) Josip Lisac: Proučavanja hrvatskih štokavskih organskih idioma